# Xenoxybelis
Xenoxybelis — рід змій родини полозових (Colubridae). Представники цього роду мешкають в Південній Америці.

## Види
Рід Xenoxybelis нараховує 2 види:
- Xenoxybelis argenteus (Daudin, 1803)
- Xenoxybelis boulengeri (Procter, 1923)

## Етимологія
Наукова назва роду Xenoxybelis походить від сполучення слова дав.-гр. ξενος — дивний, незвичайний і наукової назви роду Гостроголов Oxybelis Wagler, 1830.